# 144-я истребительная авиационная дивизия ПВО
144-я истреби́тельная авиацио́нная диви́зия ПВО (144-я иад ПВО) — авиационное соединение ПВО Вооружённых Сил РККА, принимавшее участие в боевых действиях Великой Отечественной войны.

## История наименований
- 144-я истребительная авиационная дивизия ПВО
- 144-я истребительная авиационная дивизия
- Полевая почта 15505

## История и боевой путь дивизии
144-я истребительная авиационная дивизия ПВО сформирована 6 октября 1941 года Приказом НКО СССР.
С 1941 года полки дивизии прикрывали от налетов вражеской авиации город Саратов и прилегающие к нему населенные пункты и промышленные объекты. С конца 1944 года дивизия входила в состав Западного фронта ПВО и выполняла задачи по прикрытию частей и соединений своих войск в прифронтовой полосе 2-го Белорусского фронта. В связи с незначительной активностью противника работа дивизии была ограниченной. За период с 1 ноября 1944 года по 10 мая 1945 года дивизия сбила 11 самолётов противника.
В составе действующей армии дивизия находилась:
- с 20 ноября 1941 года по 27 июня 1943 года,
- с 30 октября 1944 года по 5 марта 1945 года.

После передачи 21 октября 1950 года из состав войск ПВО в состав ВВС 144-я истребительная авиационная дивизия ПВО была переименована в 144-ю истребительную авиационную дивизию.
В апреле 1958 года 144-я истребительная авиационная дивизия была расформирована.

## Командиры дивизии
| Звание                  | Имя                        | Период                  | Примечание                           |
| ----------------------- | -------------------------- | ----------------------- | ------------------------------------ |
| Полковник               | Старостенков Иван Карпович | 09.11.1941 — 06.03.1942 |                                      |
| Подполковник            | Нога Митрофан Петрович     | 30.07.1942 — 16.06.1943 |                                      |
| майор                   | Суворов Иван Павлович      | 22.05.1943 — 22.06.1943 | ВРИД                                 |
| Подполковник, Полковник | Швецов Александр Иванович  | 23.06.1943 — 21.09.1945 | снят с должности, 05.01.1946 г. умер |
| Полковник               | Акулин Николай Иванович    | 01.09.1947 — 01.08.1948 |                                      |

## В составе объединений
| Дата          | Фронт (округ)             | Район (армия ПВО, корпус ПВО)                | Примечание      |
| ------------- | ------------------------- | -------------------------------------------- | --------------- |
| 06.10.1941 г. | ВВС ПВО страны            |                                              |                 |
| 29.12.1941 г. | Приволжский военный округ | Саратовско-Балашовский дивизионный район ПВО |                 |
| 29.06.1943 г. | Восточный фронт ПВО       | Саратовско-Балашовский дивизионный район ПВО |                 |
| 21.04.1944 г. | Южный фронт ПВО           | 5-й корпус ПВО                               |                 |
| 01.07.1944 г. | Южный фронт ПВО           | 88-я дивизия ПВО                             |                 |
| 01.08.1944 г. | Южный фронт ПВО           |                                              |                 |
| 01.10.1944 г. | Северный фронт ПВО        | 4-й корпус ПВО                               |                 |
| 24.12.1944 г. | Западный фронт ПВО        | 4-й корпус ПВО                               |                 |
| 01.01.1945 г. | Западный фронт ПВО        | 4-й корпус ПВО                               | 9-я бригада ПВО |
| 01.03.1945 г. | Западный фронт ПВО        | 79-я дивизия ПВО                             |                 |
| 09.05.1945 г. | Западный фронт ПВО        | 79-я дивизия ПВО                             |                 |
| 25.10.1945 г. | Центральный округ ПВО     | 79-я дивизия ПВО                             |                 |
| 01.07.1946 г. | Северо-Западный округ ПВО | 19-я воздушная истребительная армия ПВО      |                 |
| 14.08.1948 г. | Московский район ПВО      | 19-я воздушная истребительная армия ПВО      |                 |
| 20.02.1949 г. | Московский район ПВО      | 78-я воздушная истребительная армия ПВО      |                 |
| 31.10.1949 г. | Московский район ПВО      | 64-я воздушная истребительная армия ПВО      |                 |
| 17.11.1950 г. | Мукденская группа ПВО     | 83-й истребительный авиационный корпус ПВО   |                 |
| 24.10.1951 г. | Белорусский военный округ | 26-я воздушная армия                         |                 |
| 02.11.1951 г. | Белорусский военный округ | 50-я воздушная армия ДА                      |                 |
| 10.07.1957 г. | Белорусский военный округ | 26-я воздушная армия                         |                 |
| 01.04.1958 г. | Белорусский военный округ | 26-я воздушная армия                         |                 |

## Части и отдельные подразделения дивизии
За весь период своего существования боевой состав дивизии претерпевал изменения, в различное время в её состав входили полки:
| Период                  | Наименование                              | Примечание                            |
| ----------------------- | ----------------------------------------- | ------------------------------------- |
| 15.05.1953 — 01.03.1958 | 4-й истребительный авиационный полк       | передан в ВВС Воронежского ВО         |
| 14.10.1944 — 31.01.1946 | 144-й истребительный авиационный полк ПВО | расформирован в 144-й иад ПВО         |
| 12.10.1953 — 01.06.1957 | 163-й истребительный авиационный полк     | передан в состав 26-й ВА              |
| 03.11.1944 — 18.11.1953 | 383-й истребительный авиационный полк ПВО | передан в состав 182-й иад 43-й ВА ДА |
| 14.10.1942 — 07.07.1944 | 405-й истребительный авиационный полк ПВО | передан в состав 36-й иад ПВО         |
| 18.10.1941 — 27.11.1941 | 438-й истребительный авиационный полк ПВО | передан в состав 6-го иак ПВО         |
| 07.11.1941 — 06.04.1942 | 439-й истребительный авиационный полк ПВО | передан в состав 102-й иад ПВО        |
| 01.11.1944 — 01.04.1958 | 439-й истребительный авиационный полк ПВО | расформирован вместе со 144-й иад     |
| 19.02.1946 — 28.10.1950 | 445-й истребительный авиационный полк ПВО | передан в состав 17-й иад ПВО         |
| 24.04.1942 — 01.03.1943 | 586-й истребительный авиационный полк ПВО | передан в состав 101-й иад ПВО        |
| 01.06.1942 — 01.07.1942 | 587-й истребительный авиационный полк ПВО | передан в состав ВВС ПриВО            |
| 28.10.1943 — 24.05.1944 | 631-й истребительный авиационный полк ПВО | возвращён в состав 141-й иад ПВО      |
| 01.10.1943 — 01.10.1944 | 743-й истребительный авиационный полк ПВО | передан в состав 123-й иад ПВО        |
| 01.11.1941 — 02.07.1942 | 753-й истребительный авиационный полк ПВО | передан в состав 288-й иад            |
| 15.09.1942 — 08.07.1944 | 963-й истребительный авиационный полк ПВО | передан в состав 125-й иад ПВО        |
| 01.02.1944 — 24.02.1944 | 933-й истребительный авиационный полк ПВО | передан в состав 123-й иад ПВО        |
| 04.05.1944 — 17.02.1945 | 933-й истребительный авиационный полк ПВО | передан в состав 141-й иад ПВО        |

## Боевой состав на 9 мая 1945 года
| Наименование                              | Примечание                                                 |
| ----------------------------------------- | ---------------------------------------------------------- |
| 144-й истребительный авиационный полк ПВО | P-39 Airacobra, Як-7Б, Як-9, Барановичи, Брестская область |
| 383-й истребительный авиационный полк ПВО | Як-9У, Барановичи, Брестская область                       |
| 439-й истребительный авиационный полк ПВО | Як-7Б, Hawker Hurricane, Барановичи, Брестская область     |

## Боевой состав на 1950 год
| Наименование                              | Примечание                           |
| ----------------------------------------- | ------------------------------------ |
| 383-й истребительный авиационный полк ПВО | МиГ-9, Барановичи, Брестская область |
| 439-й истребительный авиационный полк ПВО | МиГ-9, Барановичи, Брестская область |
| 445-й истребительный авиационный полк ПВО | МиГ-15, Мачулище, Минская область    |

## Боевой состав на 1958 год
| Наименование                          | Примечание                            |
| ------------------------------------- | ------------------------------------- |
| 4-й истребительный авиационный полк   | МиГ-17, Бобруйск, Могилевская область |
| 163-й истребительный авиационный полк | МиГ-17, Могилев, Могилевская область  |
| 439-й истребительный авиационный полк | МиГ-17, Зябровка, Гомельская область  |

## Участие в операциях и битвах
- ПВО объектов Приволжского военного округа — с 11 ноября 1941 года по 1 января 1945 года
- ПВО объектов 1-го Белорусского фронта — с 1 января 1945 года по 1 апреля 1945 года
- ПВО объектов 2-го Белорусского фронта — с 1 января 1945 года по 1 апреля 1945 года
- ПВО объектов Киевского военного округа — с 1 января 1945 года по 1 апреля 1945 года
- ПВО объектов Белорусско-Литовского военного округа — с 1 апреля 1945 года по 9 мая 1945 года

## Базирование
| Период            | Место базирования             |
| ----------------- | ----------------------------- |
| 1941 — 1944       | Разбойщина, Саратов           |
| 1944 — 10.1950    | Барановичи, Брестская область |
| 10.1950 — 10.1951 | Мукден, Китай                 |
| 10.1951 — 04.1958 | Могилев, Могилевская область  |